# Anargyrolagus primus
Anargyrolagus primus és una espècie extinta de mamífer polidolopimorf de la família dels argirolàgids que visqué a Sud-amèrica durant el Miocè inferior, fa entre 17,5 i 21 milions d'anys. Se n'han trobat restes fòssils a la província argentina de Chubut. Es tracta de l'única espècie coneguda del gènere Anargyrolagus. La seva fórmula dental era {\displaystyle {\tfrac {?.1.3.4}{2.1.3.4}}}. La forma general i les proporcions del crani i la dentadura recorden el seu parent proper Argyrolagus. El nom genèric Anargyrolagus significa ‘cap a Argyrolagus’, mentre que el nom específic primus significa ‘primer’ en llatí.